# Motet
Een motet is een benaming die in de westerse muziek wordt gebruikt voor bepaalde composities die in het algemeen door zangers worden uitgevoerd.
Het woord stamt uit het Latijn en zou zoveel betekenen als mondelinge uiting. Andere bronnen zoeken de oorsprong in het eveneens Latijnse werkwoord movere (bewegen) waarbij het de onderlinge beweging van de verschillende stemgroepen van het koor uitdrukt, of in het Franse petit mot (klein woordje).
Het motet als compositievorm verschilt nogal per periode, de term "motet" werd voor het eerst gebruikt in de middeleeuwen. In de renaissance, maar ook in latere tijden zijn er nog altijd motetten geschreven, waaronder in de Barok door Johann Sebastian Bach en in de Romantiek door Felix Mendelssohn.

## Het motet in de middeleeuwen

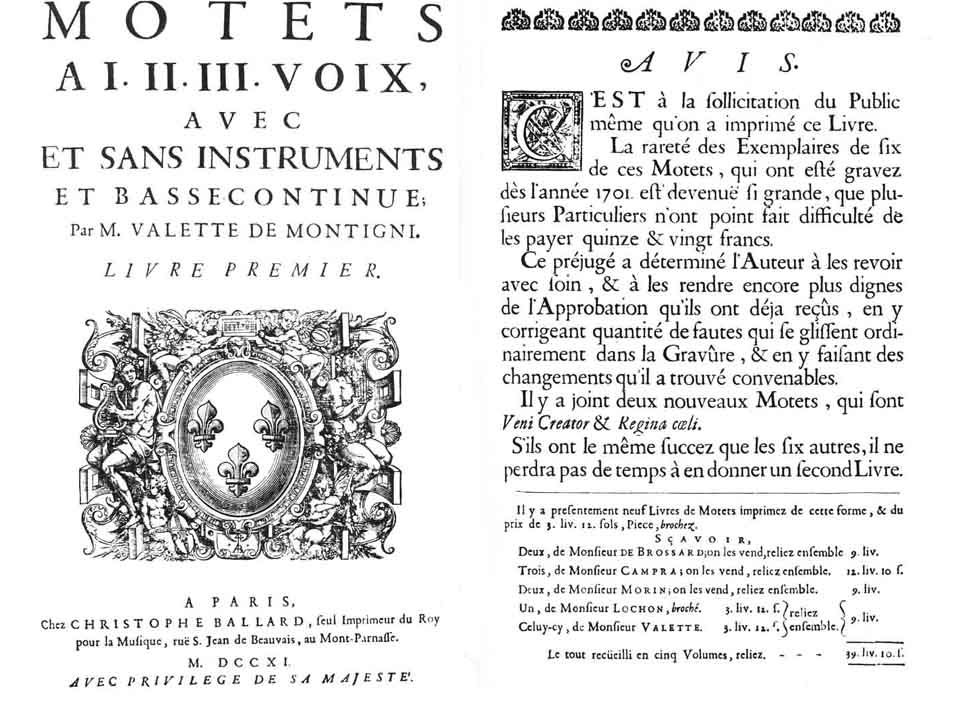
Een voorkant van een historische motet.

Het motet in de middeleeuwen was een polyfone muzikale vorm, die met name in de Nederlanden en Frankrijk vanaf 1220 à 1230 zeer snel opgang maakte. Het middeleeuwse motet bestond uit een clausula met een tekst, die het memoriseren van de melodie zou hebben vereenvoudigd.
Grofweg zijn er twee vormen te onderscheiden:
1. In het duplum staat een Latijnse tekst die een commentaar bevat op het gegeven van de tekst waarvan de discantpartij een deel was. Zo bevatten bijvoorbeeld de vroegste motetten op de clausula's van het in saeculum teksten over de verrijzenis.
2. In het duplum staat een profane Franse tekst. Deze latere ontwikkeling voltrok zich in feite binnen één generatie, en betekende de secularisatie van het motet. Het overgrote deel van de motetten van de Ars Antiqua bevat Franse, profane teksten.

Johannes van Luik schreef over deze motetten, dat zij alleen door intellectuelen en studenten te genieten waren. De verstaanbaarheid van de tekst(en) werd namelijk als niet werkelijk van belang beschouwd. Elke toegevoegde stem werd als een onafhankelijke compositie beschouwd, en zo komt men één en hetzelfde werk in verschillende handschriften soms wel in vier gedaanten tegen:
1. als clausula
2. als tweestemmig motet (muziek identiek aan de clausula)
3. als driestemmig motet (alleen triplum nieuw)
4. als drie- of vierstemmig motet (muziek identiek aan bovenstaande versie, maar met allemaal andere teksten)

## Het motet in de renaissance
In de renaissance ontwikkelde het motet zich tot een vorm die in weinig nog op het middeleeuwse motet leek. De stemmen zongen niet langer verschillende teksten tegelijk. Ook het gebruik van profane teksten verdween grotendeels, zodat het motet tijdens de renaissance een voornamelijk religieus genre werd.
Het renaissancemotet is een polyfone muziekcompositie over een Latijnse tekst, die doorgaans een religieuze inhoud heeft. De tekst is vaak een psalm of andere Bijbeltekst.
In motetten uit de vroege renaissance werden soms nog Gregoriaanse gezangen verwerkt als cantus firmus. Latere motetten zijn meestal vrij gecomponeerd, waarbij iedere tekstregel van nieuwe muziek wordt voorzien, zodat de muziek een episodisch karakter krijgt. Veel motetten bestaan uit twee delen, soms aan elkaar verbonden door het gebruik van hetzelfde melodisch materiaal.